# Montgaillard-sur-Save
Montgaillard-sur-Save là một xã thuộc tỉnh Haute-Garonne trong vùng Occitanie tây nam nước Pháp. Xã này nằm ở khu vực có độ cao trung bình 369 mét trên mực nước biển..